# Joaquim Silva
Joaquim Silva, conhecido como "Netto BJJ" (Anápolis, 5 de fevereiro de 1989), é um lutador de artes marciais mistas (MMA) brasileiro, que compete como peso-leve no Ultimate Fighting Championship (UFC).

## Início
Joaquim teve o seu primeiro contato com as artes marciais quando começou a praticar Jiu-Jítsu no início da adolescência em Anápolis/Goiás. Após um período no Jiu-Jítsu começou a treinar Muay-Thai e acabou conseguindo a sua graduação Kruang Preta da modalidade. No Muay-Thai amador teve uma sequencia de 19 vitórias em 19 lutas, concluindo a sua passagem no esporte. Após isso em 2011 se profissionalizou e migrou para as artes marciais mistas.

### The Ultimate Fighter
Joaquim estreou profissionalmente no MMA em outubro de 2010. Obteve bons resultados em 7 lutas, com 7 vitórias convincentes, incluindo um nocaute aos 6’s do 1° round (o mais rápido da carreira).
Em março de 2015, o lutador foi anunciado como participante do The Ultimate Fighter: Brasil 4. O reality show aconteceu em Las-Vegas/EUA e teve como técnicos da temporada, Anderson Silva e Mauricio “Shogun” Rua e foi transmitido pela Rede Globo.
Sua primeira luta do programa foi contra Carlos Costa, tendo vencido por nocaute técnico no 3° round.
Em seguida, nas quartas de finais, Netto derrotou Erick da Silva "Índio Bravo" por decisão unânime.
Já na próxima luta, pelas semifinais, acabou sendo derrotado por finalização no primeiro round pelo futuro campeão da edição Glaico "Nego" França 

### Estreia no UFC
Após bom desempenho no reality, Netto BJJ fez sua estreia oficial no UFC em 5 de setembro de 2015, no UFC 191. Ele enfrentou o lutador argentino, companheiro de TUF Nazareno "El Tigre" Malegarie, e venceu a luta por decisão dividida.

### Ultimate Fighting Championship
Posteriormente, lutou contra Andrew Holbrook em 8 julho de 2016, no The Ultimate Fighter 23 Finale. Neste combate, Joaquim saiu vitorioso após nocautear o seu adversário, até então invicto, aos 34's do primeiro round.
Em sua terceira apresentação no evento, em 28 de maio de 2017 no UFC Fight Night: Gustafsson vs. Teixeira, Netto enfrentou o experiente Reza Madadi e venceu por decisão divida dos juízes.
No UFC on Fox: Jacaré vs. Brunson 2, ocorrido em 27 de janeiro de 2018, Netto sofreu sua primeira derrota profissional. Ele foi derrotado pelo lutador norte-americano Vinc Pichel por decisão unânime.

## Cartel no MMA
| Cartel no MMA   |             |            |
| 13 lutas        | 11 vitórias | 2 derrotas |
| Por nocaute     | 6           | 1          |
| Por finalização | 3           | 0          |
| Por decisão     | 2           | 1          |
| Empates         | 0           | 0          |

| Res.    | Cartel | Oponente            | Método                       | Evento                                                    | Data       | Round | Tempo | Local                              | Notas           |
| ------- | ------ | ------------------- | ---------------------------- | --------------------------------------------------------- | ---------- | ----- | ----- | ---------------------------------- | --------------- |
| Derrota | 11-2   | Nasrat Haqparast    | Nocaute (socos)              | UFC on ESPN: Covington vs. Lawler                         | 03/08/2019 | 2     | 0:36  | Newark, Nova Jersey                |                 |
| Vitória | 11-1   | Jared Gordon        | Nocaute (socos)              | UFC on Fox: Lee vs. Iaquinta II                           | 15/12/2018 | 3     | 2:39  | Milwaukee, Wisconsin               |                 |
| Derrota | 10-1   | Vinc Pichel         | Decisão (unânime)            | UFC on Fox: Jacaré vs. Brunson II                         | 27/01/2018 | 3     | 5:00  | Charlotte, Carolina do Norte       |                 |
| Vitória | 10-0   | Reza Madadi         | Decisão (dividida)           | UFC Fight Night: Gustafsson vs. Teixeira                  | 28/05/2017 | 3     | 5:00  | Estocolmo                          |                 |
| Vitória | 9-0    | Andrew Holbrook     | Nocaute (socos)              | The Ultimate Fighter: Team Joanna vs. Team Cláudia Finale | 08/07/2016 | 1     | 0:34  | Las Vegas, Nevada                  |                 |
| Vitória | 8-0    | Nazareno Malegarie  | Decisão (dividida)           | UFC 191: Johnson vs. Dodson 2                             | 05/09/2015 | 3     | 5:00  | Las Vegas, Nevada                  | Estreia no UFC. |
| Vitória | 7-0    | Leandro Vasconcelos | Nocaute Técnico (socos)      | The Hill Fighters 3                                       | 20/09/2014 | 1     | 0:06  | Bento Gonçalves, Rio Grande do Sul |                 |
| Vitória | 6-0    | Victor Rizzo        | Finalização (chave de braço) | Reto de Campeones 1                                       | 14/02/2014 | 1     | 4:57  | Cidade do México                   |                 |
| Vitória | 5-0    | Fabio Lima Ferreira | Nocaute Técnico (socos)      | Shooto Brazil 44                                          | 14/11/2014 | 1     | 4:45  | Goiânia, Goiás                     |                 |
| Vitória | 4-0    | Julio Cezar Alves   | Finalização (chave de braço) | High Fight Rock 3                                         | 15/06/2013 | 1     | 3:15  | Anápolis, Goiás                    |                 |
| Vitória | 3-0    | Adalton Fernandes   | Nocaute (soco)               | BMAT                                                      | 29/09/2012 | 1     | 0:30  | Palmas, Tocantins                  |                 |
| Vitória | 2-0    | Lucas Blade         | Finalização (mata-leão)      | Anapolis Fight Championship                               | 19/05/2012 | 1     | 3:58  | Anápolis, Goiás                    |                 |
| Vitória | 1-0    | Alan Lima           | Nocaute Técnico (socos)      | Hot Fight - Vale Tudo                                     | 15/10/2011 | 1     | 4:10  | Ipameri, Goiás                     |                 |